# Georg Schwaiger (Ringer)
Georg Schwaiger (* 1923) ist ein ehemaliger deutscher Ringer.
Er wuchs im Chiemgau auf und rang als Jugendlicher beim AC Bad Reichenhall. Josef Paar zeigte ihm alle Tricks und Raffinessen, die man kennen musste, um als Ringer erfolgreich zu sein. Doch bevor der gelernte Maurer diese Kenntnisse anwenden konnte, musste er in den Krieg ziehen, aus dem er erst nach einer bis 1948 währenden Kriegsgefangenschaft zurückkehrte. Er begann sofort wieder mit seinem Sport und wurde mit der Mannschaft des AC Bad Reichenhall 1950 deutscher Mannschaftsmeister. 
Sein erster Erfolg bei deutschen Einzelmeisterschaften gelang Georg Schwaiger 1951 in Rheinhausen, als er im Fliegengewicht, Freistil, Vizemeister hinter Heinrich Weber, Göppingen, wurde. Auch 1953 und 1955 wurde er Vizemeister im freien Stil, 1954 im griech.-röm. Die Meister in diesen Jahren waren Heinrich Weber, Fritz Stange, Stuttgart-Untertürkheim und Josef Hintermeier, Neuaubing. 1955 gelang ihm endlich der große Wurf, er wurde deutscher Meister im Fliegengewicht, freier Stil, vor Stange und Walter Idler, Stuttgart. Ein dritter Platz 1957 im freien Stil, hinter Stange und Paul Neff, Schifferstadt, rundete seine erfolgreiche Laufbahn ab.